# Фейрбері (Іллінойс)
Фейрбері (англ. Fairbury) — місто (англ. city) в США, в окрузі Лівінґстон штату Іллінойс. Населення — 3633 особи (2020).

## Географія
Фейрбері розташоване за координатами 40°44′44″ пн. ш. 88°31′5″ зх. д. / 40.74556° пн. ш. 88.51806° зх. д. (40.745682, -88.518153).  За даними Бюро перепису населення США в 2010 році місто мало площу 4,66 км², уся площа — суходіл.

## Демографія
Згідно з переписом 2010 року, у місті мешкало 3757 осіб у 1551 домогосподарстві у складі 1021 родини. Густота населення становила 807 осіб/км².  Було 1627 помешкань (349/км²).
Расовий склад населення:
| - 95,5 % — білих - 0,7 % — чорних або афроамериканців - 0,6 % — азіатів - 0,1 % — корінних американців - 1,7 % — осіб інших рас |

До двох чи більше рас належало 1,4 %. Частка іспаномовних становила 3,5 % від усіх жителів.
За віковим діапазоном населення розподілялося таким чином: 25,1 % — особи молодші 18 років, 55,0 % — особи у віці 18—64 років, 19,9 % — особи у віці 65 років та старші. Медіана віку мешканця становила 41,2 року. На 100 осіб жіночої статі у місті припадало 96,2 чоловіків;  на 100 жінок у віці від 18 років та старших — 88,0 чоловіків також старших 18 років.
Середній дохід на одне домашнє господарство  становив 52 030 доларів США (медіана — 41 958), а середній дохід на одну сім'ю — 66 765 доларів (медіана — 56 647). Медіана доходів становила 47 688 доларів для чоловіків та 26 442 долари для жінок. За межею бідності перебувало 11,3 % осіб, у тому числі 18,9 % дітей у віці до 18 років та 0,0 % осіб у віці 65 років та старших.
Цивільне працевлаштоване населення становило 1780 осіб. Основні галузі зайнятості: освіта, охорона здоров'я та соціальна допомога — 21,2 %, виробництво — 18,2 %, роздрібна торгівля — 16,9 %.